# Prionolobus
Prionolobus là một chi rêu trong họ Cephaloziellaceae.